# Changing Lanes
 Changing Lanes és una pel·lícula estatunidenca dirigida per Roger Michell, estrenada el 2002.

## Argument
De resultes d'una topada entre un advocat que porta un cas de malversació de fons i un pare a punt de perdre la custòdia dels seus fills, es perden els documents i de resultes fa perdre el procés de la custòdia de nens, i l'advocat sense informació es veu obligat a trobar l'informe al més aviat possible. Intentarà llavors trobar Gibson que li farà pagar car el fet d'haver perdut aquests 20 minuts que haurien pogut salvar la seva família.

## Repartiment
- Ben Affleck: Gavin Banek
- Samuel L. Jackson: Doyle Gipson
- Kim Staunton: Valerie Gipson
- Toni Collette: Michelle
- Sydney Pollack: Stephen Delano
- Tina Sloan: Sra. Delano
- Richard Jenkins: Walter Arnell
- Akil Walker: Stephen Gipson
- Cole Hawkins: Danny Gipson
- Ileen Getz: Ellen
- Jennifer Dundas: Mina Dunne
- Matt Malloy: Ron Cabot
- Amanda Peet: Cynthia Delano Banek
- Myra Lucretia Taylor: el jutge Frances Abarbanel
- Bruce Altman: Terry Kaufman

## Al voltant de la pel·lícula
- El rodatge s'ha desenvolupat de novembre del 2000 a gener del 2001 a Hackensack i Nova York.
- La pel·lícula es basa, en gran part, en la història dels Estafadors (1987).
- En mig del rodatge de Pearl Harbor (2001), Ben Affleck va ser cridat per rodar algunes escenes.

## Banda original
- Oda a l'Alegria / Simfonia n°; 9, composta per Ludwig van Beethoven
- Waiting in Vain, composta per Bob Marley i interpretada per Annie Lennox

## Premis
- Nominació al premi al millor actor en una pel·lícula dramàtica per a Ben Affleck, en els Teen Choice Awards el 2002.
- Nominació al premi al millor actor per a Samuel L. Jackson, en els Black Reel Awards el 2003.
- Nominació al premi al millor actor per a Samuel L. Jackson, en els NAACP Image Award el 2003.